# بنیاد اوپن‌بی‌اس‌دی
بنیاد اپن‌بی‌اس‌دی (به انگلیسی: The OpenBSD Foundation) یک سازمان ناسودبر کانادایی است که توسط پروژه اپن‌بی‌اس‌دی تأسیس شد. این بنیاد به منظور حمایت از پروژه اپن‌بی‌اس‌دی و سایر پروژه‌های وابسته به آن نظیر اپن‌بی‌جی‌پی‌دی، اپن‌اس‌اس‌اچ، اپن‌ان‌تی‌پی‌دی و اپن‌سی‌وی‌اس تشکیل شد و وظیفهٔ آن ساماندهی به کمک‌های مالی با ارقام بالا، تجهیزات، اسناد و مستندات و منابعی است که در اختیار پروژه‌های مذکور قرار می‌گیرد.